# دانته در دوزخ
دانته در دوزخ یک نقاشی رنگ روغن اثر ژان هیپولیت فلاندرین است. این نقاشی صحنه بازدید دانته از جایگاه حسودان در برزخ را نشان می‌دهد. این نقاشی امروزه در موزه هنرهای زیبای لیون نگهداری می‌شود.